# منداب راکتی
منداب راکتی یا راکت یا آروگولا (Eruca vesicaria ; syns. Eruca sativa Mill. , E. vesicaria subsp. sativa (Miller) Thell. , Brassica eruca L.) یک گیاه خوراکی گیاه یک‌ساله در خانواده شب‌بویان است که به عنوان یک سبزی برگی به خاطر عطر و طعم تازه، مزه ترش و تلخ تلخ و طعم نسبتاً فلفلی‌اش استفاده می‌شود. این سبزی در ایران کاربرد و رواج نداشته و شناخته شده نیست ولی در آمریکای شمالی، اروپا، انگلستان و استرالیا یکی از سبزیجات معطر پرطرفدار است. نام‌های رایج دیگر شامل راکت باغ (در انگلیس، استرالیا، آفریقای جنوبی، ایرلند و نیوزیلند)، است. این سبزی در کشورهای دیگر اسامی گوناگون مختلف دیگری هم دارد. گیاه منداب راکتی که به عنوان سبزی سالاد محبوبیت زیادی دارد، گونه ای از سره منداب (سرده) بومی منطقه مدیترانه است، و از مراکش و پرتغال در غرب گرفته تا سوریه، لبنان، مصر و ترکیه در شرق یافت می‌شود.

## شرح

برگها

منداب راکتی گیاهی یک‌ساله است که به ارتفاع ۲۰ تا ۱۰۰ سانتی‌متر رشد می‌کند. برگهای آن حالت موجی و زیگزاگی داشته و گلهای آن ۲ تا ۴ سانتی‌متر قطر دارد.

### مترادف

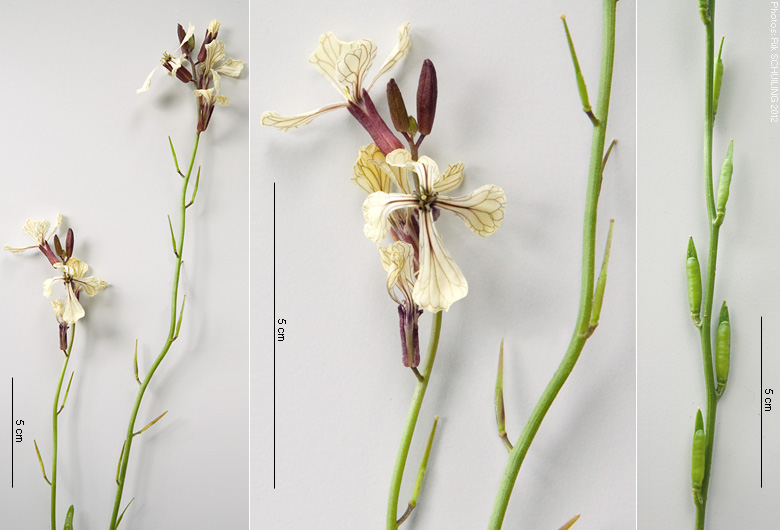
گل آذین و میوه‌های جوان روکولا

## بوم‌شناسی

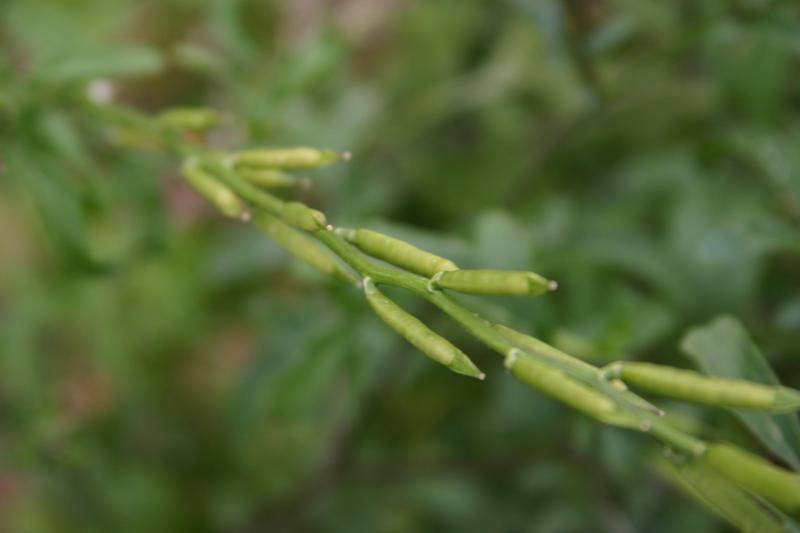
منداب راکتی

منداب راکتی به طور معمول در زمین خشک و آشفته رشد می‌کند. به عنوان غذا توسط لارو بعضی از گونه‌های پروانه خورده می‌شود و ریشه‌های آن مستعد ابتلا به آفت کرم‌های لوله‌ای است.

## کشت و تاریخ
گیاه سبزی با طعم تند و برگ‌دار است که برگهایش کمی شبیه به برگهای کاهو است. راکت گیاهی است که سرشار از ویتامین C و پتاسیم است. علاوه بر برگهایش، گلها، در نهاندانگانش (که تخم را احاطه کرده‌است) وقتی که تازه باشند، و حتی بذرهای بالغش همگی خوردنی هستند.

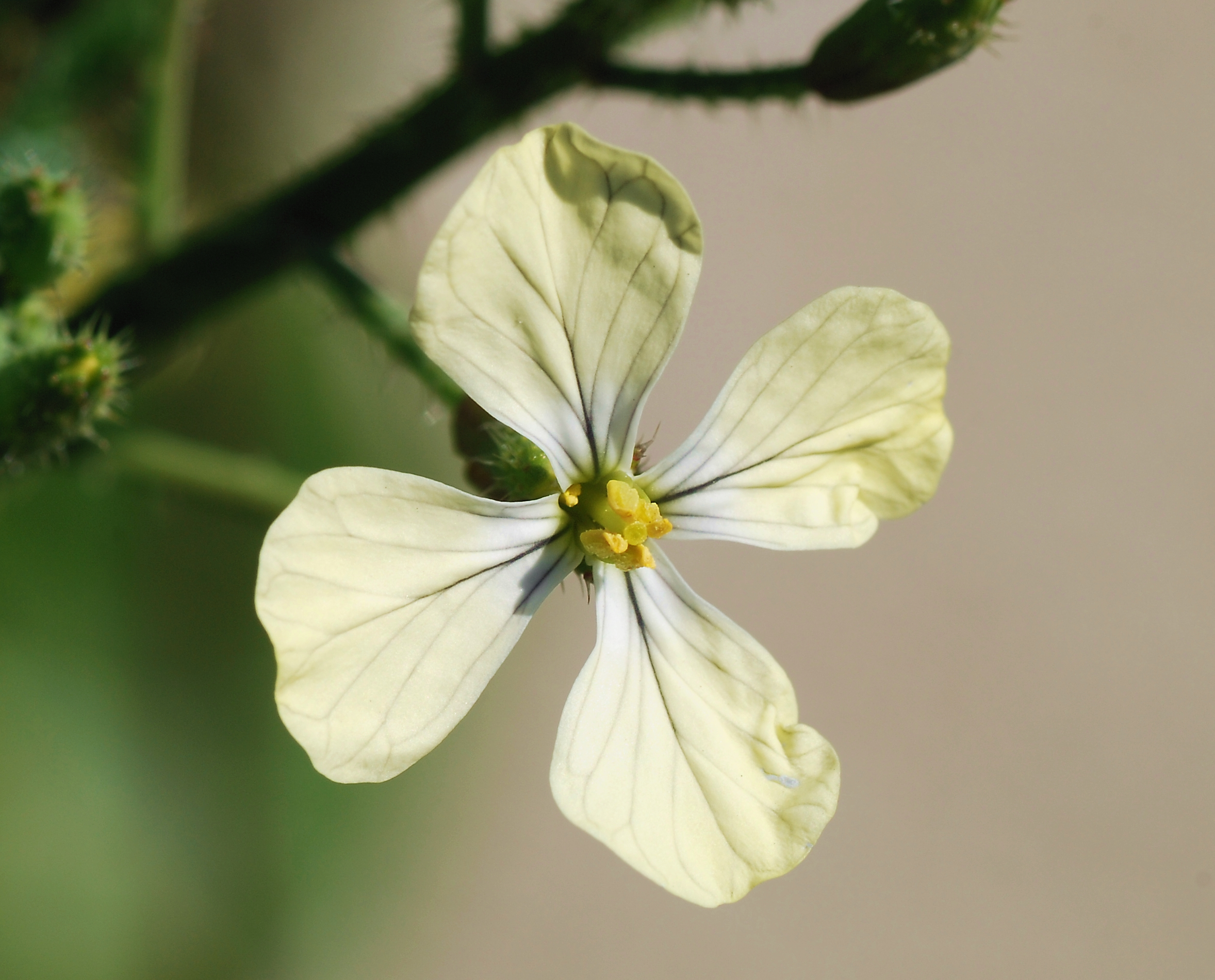
گل منداب راکتی یا راکت